# Aleksander Grigorjevič Vasiljčenko
Aleksander Grigorjevič Vasiljčenko (rusko Александр Григорьевич Васильченко), sovjetski častnik, vojaški pilot, preizkusni pilot in heroj Sovjetske zveze ukrajinskega rodu, * 23. november 1911, Staraja Bezginka, Novooskoljski rajon, Belgorodska oblast, Ruski imperij, † 8. november 1960, Kazan, Sovjetska zveza.

## Življenje
Po drugi svetovni vojni je bil preizkusni pilot na reaktivnih letalih pri Centralnem aerohidrodinamičnem inštitutu ZSSR.